# Phlugiolopsis mistshenkoi
Phlugiolopsis mistshenkoi is een rechtvleugelige insectensoort uit de familie van de sabelsprinkhanen (Tettigoniidae). De soort komt voor in Hòa Bình in Vietnam.
Phlugiolopsis mistshenkoi werd voor het eerst wetenschappelijk beschreven door Gorochov in 1993 als Acyrtaspis mistshenkoi. Door Shi en Ou is de soort ingedeeld in het geslacht Phlugiolopsis.

## Synoniemen
- Acyrtaspis mistshenkoi Gorochov, 1993.[1]